# Снітківська волость
Снітківська волость — історична адміністративно-територіальна одиниця Могилівського повіту Подільської губернії з центром у містечку Снітків.
Станом на 1885 рік складалася з 17 поселень, 8 сільських громад. Населення — 6635 особи (3265 чоловічої статі та 3370 — жіночої), 1040 дворових господарств.
|                     | Площа, десятин | У тому числі орної, дес. |
| ------------------- | -------------- | ------------------------ |
| Сільських громад    | 5314           | 3736                     |
| Приватної власності | 6936           | 3921                     |
| Іншої власності     | 367            | 243                      |
| Загалом             | 12617          | 7900                     |

Поселення волості:
- Снітків — колишнє державне та власницьке містечко при річці Караєць за 45 верст від повітового міста, 1290 осіб, 239 дворів, православна церква, католицька каплиця, єврейський молитовний будинок, 9 постоялих дворів, 4 постоялі будинки, 10 лавок, базари через 2 тижні.
- Барок — колишнє власницьке село при річці Лядова, 476 осіб, 93 двори, православна церква, постоялий будинок, водяний млин.
- Долиняни — колишнє власницьке село при річці Жабля, 755 осіб, 144 дворів, православна церква, 3 постоялих будинки, водяний млин.
- Кривохижинці — колишнє власницьке село при річці Жван, 671 особа, 110 дворів, православна церква, 2 постоялих будинки, водяний млин.
- Михайлівці — колишнє власницьке село, 940 осіб, 210 дворів, православна церква, постоялий будинок.
- Польові Бирлинці — колишнє власницьке село, 683 особи, 114 дворів, православна церква, постоялий будинок, водяний млин.
- Супівка — колишнє власницьке село при річці Жабокрич, 720 осіб, 117 дворів, православна церква, постоялий будинок.